# Západ slunce (film)
Západ slunce (v anglickém originále Sunset) je americký akční film z roku 1988. Režisérem filmu je Blake Edwards. Hlavní role ve filmu ztvárnili Bruce Willis, James Garner, Malcolm McDowell, Mariel Hemingway a Kathleen Quinlan.

## Obsazení
| Bruce Willis     | Tom Mix           |
| James Garner     | Wyatt Earp        |
| Malcolm McDowell | Alfie Alperin     |
| Mariel Hemingway | Cheryl King       |
| Kathleen Quinlan | Nancy Shoemaker   |
| Jennifer Edwards | Victoria Alperin  |
| Patricia Hodge   | Christina Alperin |
| Richard Bradford | Blackworth        |
| M. Emmet Walsh   | Dibner            |
| Dermot Mulroney  | Michael Alperin   |

## Ocenění
Film byl nominován na Oscara v kategorii nejlepší kostýmy.